# Football Club Infonet Levadia
Il Football Club Infonet Levadia Tallinn, comunemente noto come FCI Levadia Tallinn oppure Levadia Tallinn, è una società calcistica estone di Tallinn. Milita in Meistriliiga, la massima serie del campionato nazionale.
È uno dei club più titolati d'Estonia, secondo soltanto al Flora Tallinn per numero di trofei nazionali. Detiene il record di vittorie della Coppa d'Estonia, conquistata undici volte; a queste si aggiungono undici campionati e nove supercoppe nazionali.

## Storia

### Gli inizi: Levadia Maardu
Il club fu fondato il 22 ottobre 1998 da Viktor Levada, proprietario di un'azienda metallurgica locale, la cui compagnia rilevò la squadra Olümpia Maardu, di base nella città di Maardu, che aveva preso parte in precedenza a diversi campionati di Esiliiga.
Col nuovo nome di FC Levadia Maardu, la squadra vince l'Esiliiga e viene promossa in Meistriliiga, prendendo il posto dello scomparso Sadam Tallinn (fusosi con lo stesso Levadia). Nel 1999, al primo anno di massima divisione, vince tutto ciò che c'è da vincere in Estonia: campionato, coppa nazionale e supercoppa, ripetendosi anche nella stagione seguente che vede inoltre l'esordio in Champions League: il Levadia supera il primo turno battendo i gallesi del Total Network Solutions, poi esce di scena al turno successivo contro lo Šachtar Doneck.

### Levadia Tallinn
Nel 2004 si sposta di sede a Tallinn, assumendo l'attuale denominazione di FC Levadia Tallinn; in contemporanea l'omonima squadra diventa la sua formazione riserve, dovendo obbligatoriamente retrocedere e vendendo il titolo al Merkuur Tartu. In quello stesso anno conquista per la terza volta la Meistriliiga; in seguito, vince quattro campionati consecutivamente dal 2006 al 2009, realizzando in quest'ultima stagione il record del maggior numero di punti in campionato (97).
Nella Coppa UEFA 2006-2007 mette a segno due piccoli record: diventa la prima squadra estone a superare due turni di qualificazione e a raggiungere la fase finale di una coppa europea, sebbene non ai gironi. Un altro risultato di rilievo a livello europeo in Champions League 2009-2010, in cui il Levadia passa il 2º turno di qualificazione eliminando il Wisla Cracovia.
Torna al successo in Meistriliiga nel 2013 e 2014, anno in cui raggiunge il Flora Tallinn per numero di campionati vinti (9). Sempre nel 2014 vince per l'ottava volta la Eesti Karikas, confermandosi la squadra più titolata in coppa.
Conclude la stagione 2015 al 2º posto, dietro al Flora che, con la decima vittoria del campionato, si porta nuovamente davanti alla squadra rivale.
Nel 2016 giunge a fine campionato ancora in corsa per il titolo, a due punti dall'Infonet capolista e alla pari col Kalju Nõmme. L'ultima giornata vede proprio Infonet e Kalju sfidarsi in uno scontro diretto, mentre il Levadia deve affrontare il Flora Tallinn. Il primo tempo termina sullo 0-1 per il Flora, ma nella ripresa il Levadia ribalta la situazione e vince il derby per 2-1. Tuttavia anche l'Infonet vince 2-1, anche in questo caso rimontando dallo svantaggio, e conclude il campionato davanti al Levadia, che conserva il secondo posto.
Nel 2017 è l'unica squadra a tenere il passo del Flora Tallinn fino alla penultima giornata, quando pareggia 0-0 contro il Trans Narva e viene definitivamente distanziata dai rivali, vincitori per 2-0 sul Tammeka Tartu. Questi risultati hanno di fatto reso ininfluente lo scontro diretto tra Levadia e Flora all'ultima giornata, terminato 0-0.

### FCI Levadia Tallinn
Subito dopo la fine del campionato, viene avviata la fusione per incorporazione del FCI Tallinn nel Levadia, che da parte sua mantiene la sede, lo stadio e la presidenza; in apporto dal FCI Tallinn arrivano l'allenatore Aleksandar Rogić e diversi giocatori titolari.
A dicembre viene rivelato il nuovo nome ufficiale della squadra, che diventa FCI Levadia Tallinn.
Apre la stagione 2018 con la vittoria della 7ª Supercoppa d'Estonia, ai rigori contro il Flora Tallinn; sempre contro il Flora si scontra poi nella finale di Coppa d'Estonia, dove il Levadia è nuovamente vincitore per la 9ª volta nella storia. In campionato, invece, si ritrova a dover rincorrere il Flora Tallinn e soprattutto il Kalju Nõmme; nonostante ciò, arriva all'ultima giornata ancora in corsa per il titolo, due punti dietro ad entrambe e con la possibilità di giocarsi lo scontro diretto contro il Flora. Alla fine il Levadia vince il derby (2-1), ma la contemporanea vittoria del Kalju contro il Trans Narva (4-1) vanifica il tentativo di conquistare il titolo ed il club deve accontentarsi del secondo posto per la quarta stagione consecutiva.
Nel 2019 perde la Supercoppa d'Estonia contro il Kalju Nõmme, da cui in seguito viene eliminato in semifinale di Coppa d'Estonia. In campionato appaia il Flora nelle prime giornate fino alla sconfitta nel primo scontro diretto, dopodiché si ritrova a inseguire la squadra rivale per gran parte della stagione, riuscendo a sopravanzarla solo in un breve periodo. Conclude il campionato di nuovo al secondo posto, a 12 punti dal Flora e con un punto di vantaggio sul Kalju.
In Meistriliiga 2020, sospesa e ripartita a maggio a causa della pandemia di COVID-19, il Levadia è capolista solitario per due giornate, dopodiché viene superato dal Flora e trascorre gran parte della stagione a contendere il secondo posto a Kalju Nõmme e Paide; quest'ultimo compie l'allungo decisivo negli ultimi turni, lasciando al Levadia il terzo posto finale.
Nel 2021 vince per la decima volta la Eesti Karikas, battendo in finale il Flora Tallinn per 1-0. In campionato conduce gran parte della stagione regolare al primo posto e accede alla poule scudetto con 6 punti di vantaggio sul Flora. Alla 31ª giornata il distacco tra le due squadre è di 4 punti, prima dei due derby che chiudono la stagione: nel primo, recupero del 21º turno, il Flora si impone in trasferta per 1-5 e mantiene aperti i giochi; nel secondo, in casa del Flora, il Levadia va due volte in vantaggio e viene ripreso solo al 93', conquistando il pareggio finale per 2-2 e la vittoria del 10º campionato, sette anni dopo l'ultimo successo.
Nel 2022 conquista per l'ottava volta la Supercoppa d'Estonia, con la vittoria ai rigori contro il Flora (4-2 dopo lo 0-0 ai supplementari), dal quale è invece eliminato ai quarti di Coppa d'Estonia.
Partecipa inoltre alla UEFA Champions League 2022-2023 da cui viene eliminata al primo turno dagli islandesi del Vikingur con un netto 1-6.
In Meistriliiga è l'unica squadra a tenere il passo del Flora nella prima parte di stagione, per poi perdere progressivamente terreno fino a concludere al secondo posto con un distacco di 18 punti dalla vetta.
Nel 2023 la lotta per il campionato è più aperta, per quanto ristretta sempre a Flora e Levadia: le due squadre biancoverdi si alternano al primo posto distanziando nettamente le avversarie, procedendo poi nella seconda metà di campionato appaiate al comando finché l'equilibrio viene meno alla quartultima giornata (la 33ª), quando il Levadia perde per 4-3 il derby in casa del Kalju Nõmme e poi pareggia 0-0 contro il Vaprus Pärnu, mentre il Flora fa punteggio pieno battendo il Paide (2-1) e il Trans Narva (1-3), portandosi a +5 punti sui rivali con la possibilità di chiudere i giochi nel successivo scontro diretto, in cui però il Levadia si impone per 2-1 e rinvia il verdetto all'ultima giornata. L'epilogo del campionato vede il Flora Tallinn giocare in casa nel derby contro il Kalju Nõmme e il Levadia Tallinn affrontare in trasferta il Paide. Mentre a Tallinn il risultato non si sblocca, il Paide si porta sul doppio vantaggio durante il primo tempo, poi il Levadia tenta di rimontare nella ripresa ma il gol del pareggio (2-2) arriva solo all'ultimo minuto; cosicché al Flora è sufficiente lo 0-0 finale per conquistare la quindicesima Meistriliiga; per il Levadia è invece il settimo piazzamento al secondo posto nell'ultimo decennio.
Il Levadia torna a primeggiare nel 2024: un ottimo avvio di campionato, con sette vittorie consecutive, gli permette di installarsi al primo posto solitario in classifica già dalla quarta giornata; da lì in poi il Levadia continua la striscia positiva di risultati e a metà stagione ha 14 punti di vantaggio sul Kalju. Anche nella seconda parte del campionato la situazione in alta classifica si mantiene inalterata e il Levadia conquista matematicamente il primo posto con quattro turni di anticipo, con la vittoria per 0-3 sul Tammeka Tartu alla 32ª giornata. L'undicesima conquista del campionato arriva così nello stesso anno dell'undicesimo trionfo in Coppa d'Estonia, vinta in rimonta sul Paide per 4-2.
A inizio 2025 vince la Supercoppa contro il Kalju Nõmme per 3-2, dallo stesso è invece sconfitto in finale di Coppa nazionale ai rigori, dopo il 3-3 ai supplementari.

## Cronistoria
| Stagione | Campionato | Pos | Partite | V  | P  | S | GF  | GS | GD  | Punti | Miglior marcatore                    | Coppa | SC |
| -------- | ---------- | --- | ------- | -- | -- | - | --- | -- | --- | ----- | ------------------------------------ | ----- | -- |
| 1998     | II         | 1   | 14      | 9  | 5  | 0 | 29  | 7  | 22  | 32    |                                      | –     | –  |
| 1999     | I          | 1   | 28      | 23 | 4  | 1 | 77  | 12 | 65  | 73    | Toomas Krõm (19)                     | W     | W  |
| 2000     | I          | 1   | 28      | 23 | 5  | 0 | 88  | 20 | 68  | 74    | Toomas Krõm (24)                     | W     | W  |
| 2001     | I          | 3   | 28      | 15 | 7  | 5 | 72  | 35 | 37  | 55    | Toomas Krõm (20)                     | SF    | W  |
| 2002     | I          | 2   | 28      | 20 | 8  | 2 | 79  | 25 | 54  | 62    | Vitali Leitan (14)                   | F     | F  |
| 2003     | I          | 3   | 28      | 15 | 4  | 9 | 54  | 30 | 24  | 49    | Argo Arbeiter (14)                   | SF    | –  |
| 2004     | I          | 1   | 28      | 21 | 6  | 1 | 82  | 14 | 68  | 69    | Konstantin Nahk (12)                 | W     | F  |
| 2005     | I          | 2   | 36      | 28 | 5  | 3 | 97  | 25 | 72  | 89    | Indrek Zelinski (18)                 | W     | F  |
| 2006     | I          | 1   | 36      | 30 | 4  | 2 | 114 | 29 | 85  | 94    | Indrek Zelinski (21)                 | OF    | –  |
| 2007     | I          | 1   | 36      | 29 | 4  | 3 | 126 | 20 | 106 | 91    | Indrek Zelinski (24)                 | W     | F  |
| 2008     | I          | 1   | 36      | 29 | 6  | 1 | 105 | 22 | 83  | 93    | Nikita Andreev (22)                  | SF    | F  |
| 2009     | I          | 1   | 36      | 31 | 4  | 1 | 121 | 23 | 98  | 97    | Vitali Gussev (26)                   | QF    | –  |
| 2010     | I          | 2   | 36      | 26 | 8  | 2 | 100 | 16 | 84  | 86    | Tarmo Neemelo (20)                   | W     | W  |
| 2011     | I          | 4   | 36      | 21 | 10 | 5 | 76  | 25 | 51  | 73    | Vitali Leitan (20)                   | 2R    | F  |
| 2012     | I          | 2   | 36      | 25 | 8  | 3 | 85  | 22 | 63  | 83    | Igor Morozov (12)                    | W     | –  |
| 2013     | I          | 1   | 36      | 30 | 1  | 5 | 69  | 24 | 45  | 91    | Rimo Hunt (22)                       | OF    | W  |
| 2014     | I          | 1   | 36      | 26 | 6  | 4 | 112 | 19 | 93  | 84    | Igor Subbotin (32)                   | W     | F  |
| 2015     | I          | 2   | 36      | 22 | 10 | 4 | 78  | 32 | 46  | 76    | Ingemar Teever (24)                  | 3R    | W  |
| 2016     | I          | 2   | 36      | 24 | 6  | 6 | 77  | 30 | 47  | 78    | Anton Mirančuk (14)                  | OF    | –  |
| 2017     | I          | 2   | 36      | 25 | 9  | 2 | 106 | 20 | 86  | 84    | Rimo Hunt (20)                       | OF    | –  |
| 2018     | I          | 2   | 36      | 26 | 6  | 4 | 109 | 26 | 83  | 84    | Roman Debelko (28)                   | W     | W  |
| 2019     | I          | 2   | 36      | 24 | 6  | 6 | 98  | 32 | 66  | 78    | Nikita Andreev (13)                  | SF    | F  |
| 2020     | I          | 3   | 29      | 17 | 6  | 6 | 66  | 37 | 29  | 57    | Marcelin Gando (11)                  | OF    | –  |
| 2021     | I          | 1   | 32      | 25 | 3  | 4 | 84  | 38 | 46  | 78    | Zakaria Beglarishvili (24)           | W     | –  |
| 2022     | I          | 2   | 36      | 24 | 7  | 5 | 74  | 25 | 49  | 79    | Zakaria Beglarishvili (21)           | QF    | W  |
| 2023     | I          | 2   | 36      | 22 | 11 | 3 | 67  | 24 | 43  | 77    | Guy Mollo Bessala (13)               | 3R    | –  |
| 2024     | I          | 1   | 36      | 27 | 6  | 3 | 82  | 19 | 63  | 87    | Mihkel Ainsalu e Felipe Felício (11) | W     | –  |
| 2025     | I          |     |         |    |    |   |     |    |     |       |                                      | F     | W  |

## Stadio
Tra il 1998 e il 2018 il Levadia ha giocato le partite casalinghe al Kadrioru Staadion di Tallinn, nel distretto di Kesklinn (sub-distretto di Kadriorg).
Dal 2019 disputa le partite interne all'A. Le Coq Arena, condiviso col Flora Tallinn. L'impianto, inaugurato nel 2001 e situato nel distretto di Kesklinn (sub-distretto di Kitseküla), è il principale stadio dell'Estonia e ha una capienza di 14336 posti.

## Allenatori
- 1998  Vladimir Plešakov
- 1999-00  Sergei Ratnikov
- 2000  Ants Kommussaar
- 2000  Eduard Võrk
- 2001  Valeri Bondarenko
- 2002  Pasi Rautiainen
- 2003  Franco Pancheri
- 2003-08  Tarmo Rüütli
- 2008-10  Igor Prins
- 2010-11  Aleksandr Puštov
- 2011  Sergei Hohlov-Simson
- 2012-15  Marko Kristal
- 2016  Sergei Ratnikov
- 2016-17  Igor Prins
- 2017-19  Aleksandar Rogić
- 2019-20  Martin Reim
- 2020-22  Vladimir Vassiljev
- 2022  Ivan Stojković
- 2022  Nikita Andreev
- 2022-  Curro Torres

## Palmarès

### Competizioni nazionali
- Campionato estone: 11

1999, 2000, 2004, 2006, 2007, 2008, 2009, 2013, 2014, 2021, 2024
- Coppa d'Estonia: 11

1998-1999, 1999-2000, 2003-2004, 2004-2005, 2006-2007, 2009-2010, 2011-2012, 2013-2014, 2017-2018, 2020-2021, 2023-2024
- Supercoppa d'Estonia: 9

1999, 2000, 2001, 2010, 2013, 2015, 2018, 2022, 2025
- Esiliiga: 1

1998

### Altri piazzamenti
- Campionato estone:

Secondo posto: 2002, 2005, 2010, 2012, 2015, 2016, 2017, 2018, 2019, 2022, 2023
Terzo posto: 2001, 2003, 2020
- Coppa di Estonia:

Finalista: 2001-2002, 2024-2025
Semifinalista: 2000-2001, 2002-2003, 2007-2008, 2018-2019
- Supercoppa di Estonia:

Finalista: 2002, 2004, 2005, 2007, 2008, 2009, 2011, 2014, 2019
- Coppa della Livonia:

Finalista: 2005, 2008

## Statistiche e record

### Partecipazione ai campionati
| Livello | Categoria    | Partecipazioni | Debutto | Ultima stagione | Totale |
| ------- | ------------ | -------------- | ------- | --------------- | ------ |
| 1º      | Meistriliiga | 27             | 1999    | 2025            | 27     |
| 2º      | Esiliiga     | 1              | 1998    | 1998            | 1      |

### Statistiche nelle competizioni UEFA
Il Levadia Tallinn conta 27 partecipazioni alle coppe europee:
- 7 in Champions League (esordio nella stagione 2000-2001, ultima partecipazione nella stagione 2022-2023).
  - Miglior risultato: 3º turno di qualificazione (2009-2010).

- 15 in Coppa UEFA/Europa League (esordio nella stagione 1999-2000, ultima partecipazione nella stagione 2020-2021).
  - Miglior risultato: turno di spareggi (2006-2007 e 2009-2010).

- 4 in Conference League (esordio nella stagione 2021-2022, ultima partecipazione nella stagione 2024-2025).
  - Miglior risultato: 2º turno di qualificazione (2021-2022, 2022-2023 e 2024-2025)

- 1 in Coppa Intertoto (stagione 2002).
  - Miglior risultato: 2º turno.

| Competizione                  | Part. | G  | V  | N  | P  | RF | RS  |
| ----------------------------- | ----- | -- | -- | -- | -- | -- | --- |
| UEFA Champions League         | 7     | 20 | 7  | 6  | 7  | 17 | 29  |
| Coppa UEFA/UEFA Europa League | 15    | 40 | 9  | 7  | 24 | 49 | 77  |
| Conference League             | 4     | 12 | 2  | 4  | 6  | 15 | 20  |
| Coppa Intertoto               | 1     | 4  | 1  | 1  | 2  | 4  | 3   |
| Totale                        | 27    | 76 | 19 | 18 | 39 | 85 | 129 |

### Statistiche individuali
Aggiornata a fine stagione 2024.
| Record di presenze - 350 Vitali Leitan (2000-12) - 350 Maksim Podholjuzin (2009-14; 2016-22) - 318 Andrei Kalimullin (2000-11) - 287 Konstantin Nahk (1999-00; 2002; 2004-11) - 224 Mark Oliver Roosnupp (2015; 2017-22; 2024-) - 222 Tihhon Šišov (2000-01; 2003-09) - 204 Dmitri Kruglov (2003-05; 2013-15; 2018-20) - 203 Rasmus Peetson (2014-) - 185 Ilja Antonov (2012-16; 2021-22) - 184 Igor Morozov (2006-12; 2016-18) - 180 Artur Kotenko (2001-07; 2019-22) - 174 Nikita Andreev (2006-09; 2017-19) - 171 Sergei Lepmets (2007-10; 2016-20) - 170 Igor Subbotin (2009-15) - 166 Artjom Artjunin (2009-17) | Record di reti - 133 Vitali Leitan (2000-12) - 100 Nikita Andreev (2006-09; 2017-19) - 93 Konstantin Nahk (1999-00; 2002; 2004-11) - 84 Indrek Zelinski (2005-09) - 65 Igor Subbotin (2009-15) - 63 Toomas Krõm (1999-02) - 60 Rimo Hunt (2012-13; 2016-17) - 58 Mark Oliver Roosnupp (2015; 2017-22; 2024-) - 57 Ingemar Teever (2012-15; 2016-17) - 51 Vladimir Tšelnokov (2000-05) - 50 Konstantin Vassiljev (2003-07) - 48 Marcelin Gando (2016-20) - 45 Zakaria Beglarishvili (2021-22) - 43 Tarmo Kink (2006-08; 2015; 2017) - 35 Robert Kirss (2020-22; 2023-) |

## Tifoseria

### Gemellaggi e rivalità
La rivalità più sentita è contro il Flora, con cui il Levadia disputa il derby di Tallinn (Tallinna Derbi in estone). Oltre che per motivi calcistici, essendo le due squadre più titolate della nazione, scontratesi in 3 finali di Eesti Karikas, 9 finali di Eesti Superkarikas e per 10 volte giunte prima e seconda in Meistriliiga, la rivalità è anche data da motivi di rappresentanza: laddove il Flora ha un'impronta fortemente patriottica sia della tifoseria che della squadra, tanto da avere in rosa dal 2020 soltanto giocatori estoni, il Levadia ha un ampio seguito anche nelle minoranze russe e ucraine e diversi giocatori di nazionalità slava compongono tuttora la squadra.
La seguente tabella contiene tutti i dati riguardanti gli scontri diretti tra le due squadre in partite ufficiali al 15 giugno 2025:
|                    | Partite | Vittorie Flora Tallinn | Pareggi | Vittorie Levadia Tallinn |
| ------------------ | ------- | ---------------------- | ------- | ------------------------ |
| Meistriliiga       | 105     | 32                     | 31      | 42                       |
| Eesti Karikas      | 17      | 4                      | 3       | 10                       |
| Eesti Superkarikas | 8       | 3                      | 3       | 2                        |
| Totale             | 130     | 39                     | 37      | 54                       |

## Organico

### Rosa 2025
Aggiornata all'8 luglio 2025
| N. |                     | Ruolo | Calciatore                |
| -- | ------------------- | ----- | ------------------------- |
| 1  | Estonia (bandiera)  | P     | Oliver Ani                |
| 2  | Estonia (bandiera)  | D     | Michael Schjønning-Larsen |
| 4  | Estonia (bandiera)  | D     | Tanel Tammik              |
| 5  | Estonia (bandiera)  | A     | Mark Oliver Roosnupp      |
| 6  | Estonia (bandiera)  | D     | Rasmus Peetson (capitano) |
| 7  | Estonia (bandiera)  | D     | Edgar Tur                 |
| 8  | Guinea (bandiera)   | A     | Moustapha Bah             |
| 9  | Gambia (bandiera)   | A     | Bubacarr Tambedou         |
| 10 | Estonia (bandiera)  | C     | Brent Lepistu             |
| 11 | Estonia (bandiera)  | C     | Mihkel Ainsalu            |
| 14 | Ghana (bandiera)    | C     | Ernest Agyiri             |
| 15 | Slovenia (bandiera) | C     | Til Mavretič              |
| 17 | Estonia (bandiera)  | A     | Robert Kirss              |
| 18 | Brasile (bandiera)  | C     | Alexandre                 |

| N. |                        | Ruolo | Calciatore            |
| -- | ---------------------- | ----- | --------------------- |
| 19 | Paesi Bassi (bandiera) | C     | Richie Musaba         |
| 23 | Estonia (bandiera)     | A     | Frank Liivak          |
| 24 | Russia (bandiera)      | C     | Aleksandr Zakarljuka  |
| 25 | Estonia (bandiera)     | D     | Ken Kallaste          |
| 28 | Spagna (bandiera)      | C     | Carlos Torres         |
| 30 | Estonia (bandiera)     | D     | Hubert Liiv           |
| 33 | Ghana (bandiera)       | A     | Enock Otoo            |
| 35 | Nigeria (bandiera)     | D     | Victory Iboro         |
| 36 | Brasile (bandiera)     | A     | João Pedro            |
| 41 | Estonia (bandiera)     | C     | Maksimilian Skvortsov |
| 45 | Estonia (bandiera)     | D     | Henri Järvelaid       |
| 59 | Estonia (bandiera)     | A     | Gregor Lehmets        |
| 99 | Estonia (bandiera)     | P     | Karl Andre Vallner    |

## FCI Levadia Tallinn Under-21
Il FCI Levadia Tallinn Under-21 (fino al 2015 Levadia Tallinn 2) è la formazione riserve della prima squadra. Milita in Esiliiga dal 2004 e ha vinto per sei volte tale serie.